# LALR-Parser
Im Compilerbau ist der LALR-Parser (Lookahead-LR-Parser) ein modifizierter LR(1)-Parser. Dabei werden die so genannten LR(1)-Mengen, die unter der Relation {\displaystyle \approx _{0}} identisch sind, zu einer Menge zusammengefasst.
Die Relation {\displaystyle \approx _{0}} ist wie folgt definiert:
{\displaystyle a\approx _{0}b\Leftrightarrow } die LR(0)-Anteile von a und b stimmen überein.
In einfachen Worten bedeutet das, dass im zuvor berechneten LR(1)-Automaten Zustände zusammengeführt werden, deren Kern identisch ist. 
Der Kern zweier Zustände ist identisch, falls die Items der beiden Zustände bis auf die Follow-Mengen (Lookaheads) identisch sind.